# Logistik für Unternehmen
Logistik für Unternehmen (Nebentitel Das Fachmagazin der internen und externen Logistik) ist eine vom Verein Deutscher Ingenieure herausgegebene Fachzeitschrift. Schwerpunktthemen sind Fördertechnik, Materialfluss, Lager- und Produktionslogistik, Informationslogistik und E-Logistics, Logistik-Dienstleistungen und Transportlogistik, Logistik-Management und Supply-Chain-Management sowie E-Business. Sie ist das offizielle Organ der VDI-Gesellschaft Produktion und Logistik. Zur Zielgruppe gehören laut Zeitschrift das technische und kaufmännische Management.
Von Logistik für Unternehmen erscheinen im Jahr acht Ausgaben. Die Zeitschrift wird durch die VDI Fachmedien GmbH & Co. KG verlegt. Ihr war von 2000 bis 2003 die Zeitschrift E-Logistics beigelegt, die vierteljährlich erschienen war und in Logistik für Unternehmen aufgegangen ist.